# Causapscal
Causapscal é uma cidade localizada na província de Quebec no Canadá.